# Maidan, Kovel
Maidan (în ucraineană Майдан) este localitatea de reședință a comunei Maidan din raionul Kovel, regiunea Volînia, Ucraina.

## Demografie
Componența lingvistică a localității Maidan
     Ucraineană (100%)
Conform recensământului din 2001, toată populația localității Maidan era vorbitoare de ucraineană (100%).